# Рашков (Черновицкая область)
Ра́шков (укр. Рашків) — село в Рукшинской сельской общине Днестровского района Черновицкой области Украины.

## История
На правом берегу Днестра раскопаны поселения пражской культуры Рашков II и Рашков III, занимающие узкую полосу берега, ограниченную с противоположной от русла реки стороны высоким крутым склоном, поднимающимся на 30—40 метров над уровнем воды.
В июле 1995 года Кабинет министров Украины утвердил решение о приватизации находившегося здесь совхоза.
Население по переписи 2001 года составляло 1120 человек.
До 2020 года село входило в Хотинский район